# Oliemolen (Zaltbommel)
De Oliemolen is een straat in de stad Zaltbommel in de Nederlandse provincie Gelderland. De straat loopt vanaf de Singelwal tot de Nonnenstraat en de Karstraat waar de straat in overgaat. De Oliemolen is ongeveer 140 meter lang.
Aan de Oliemolen 2 bevindt zich een rijksmonumentaal pand van omstreeks de 16e eeuw alsook een heemtuin de "De Mispelhof" plus kruidentuin "De Kloosterhof" (achter de Nonnenstraat 73) en een Joodse begraafplaats (rijksmonument) met dezelfde naam als deze straat "Oliemolen". Ook bevindt zich aan de Oliemolen de oude stadsmuur van Zaltbommel met een poortje wat naar de Singelwal leidt.

## Fotogalerij

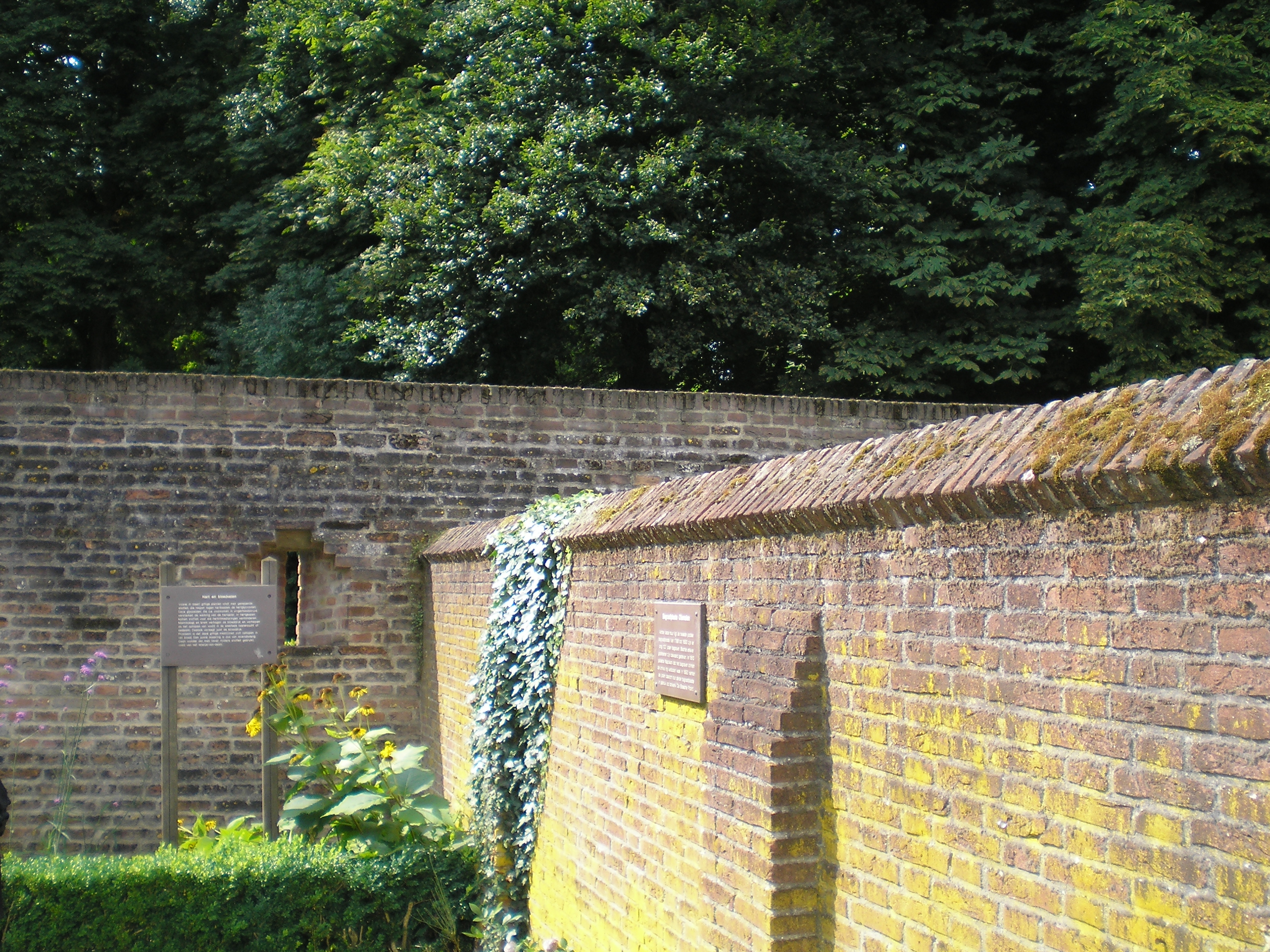
Kruidentuin aan de Oliemolen met rechts de Joodse begraafplaats Oliemolen (rijksmonument) en achterin de oude stadsmuur van Zaltbommel
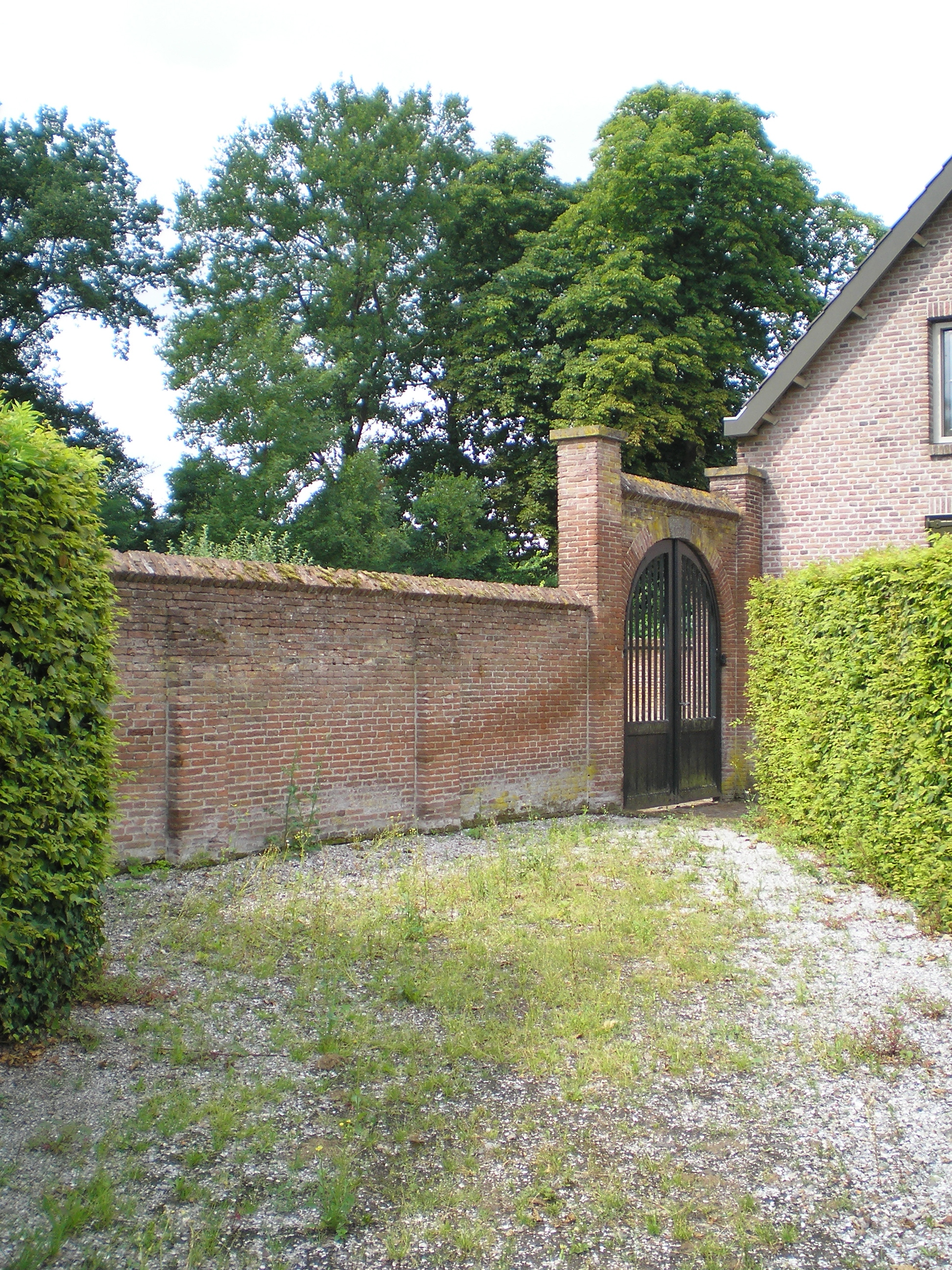
Joodse begraafplaats "Oliemolen"
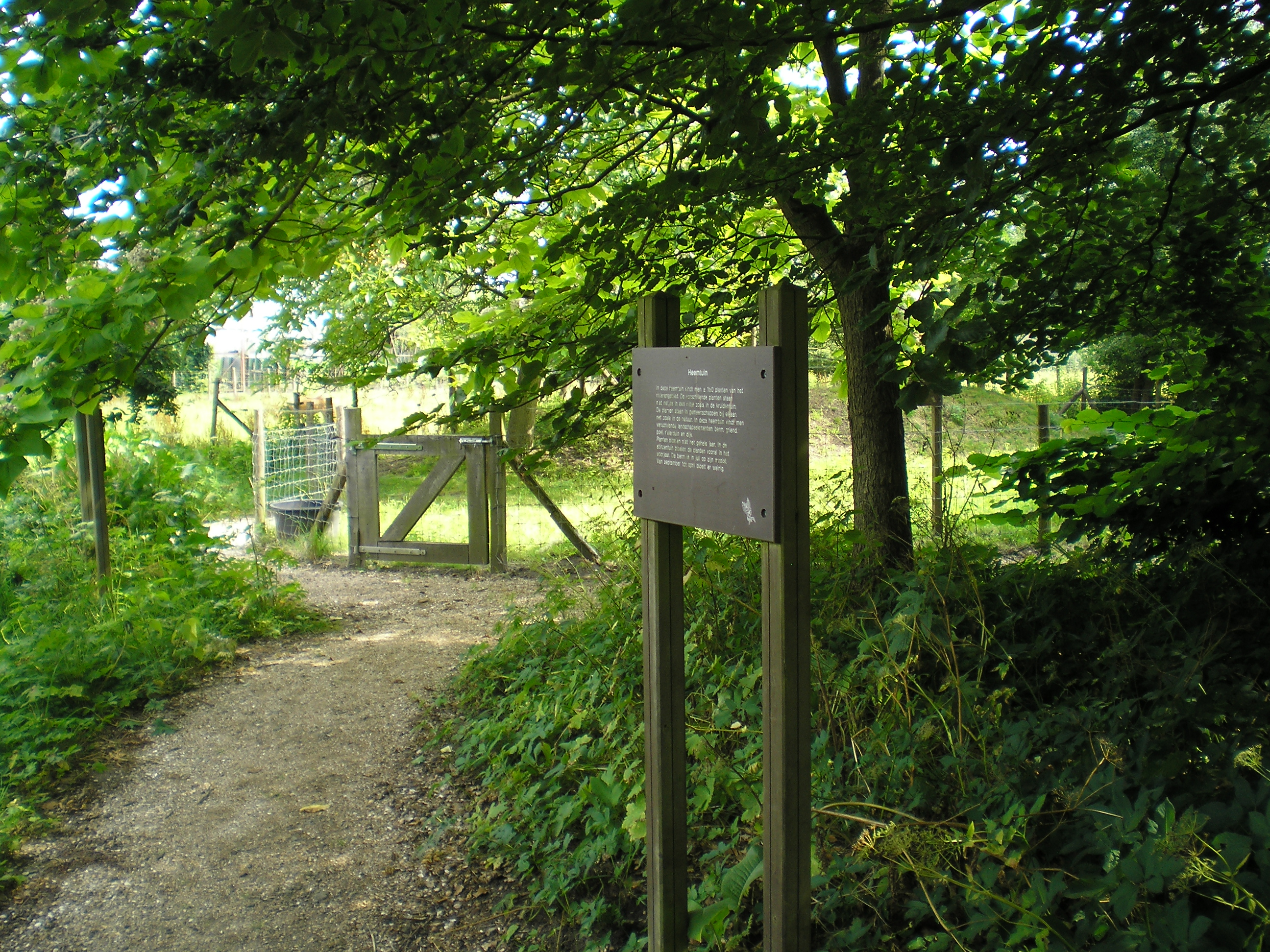
Heemtuin "De Mispelhof" aan de Oliemolen
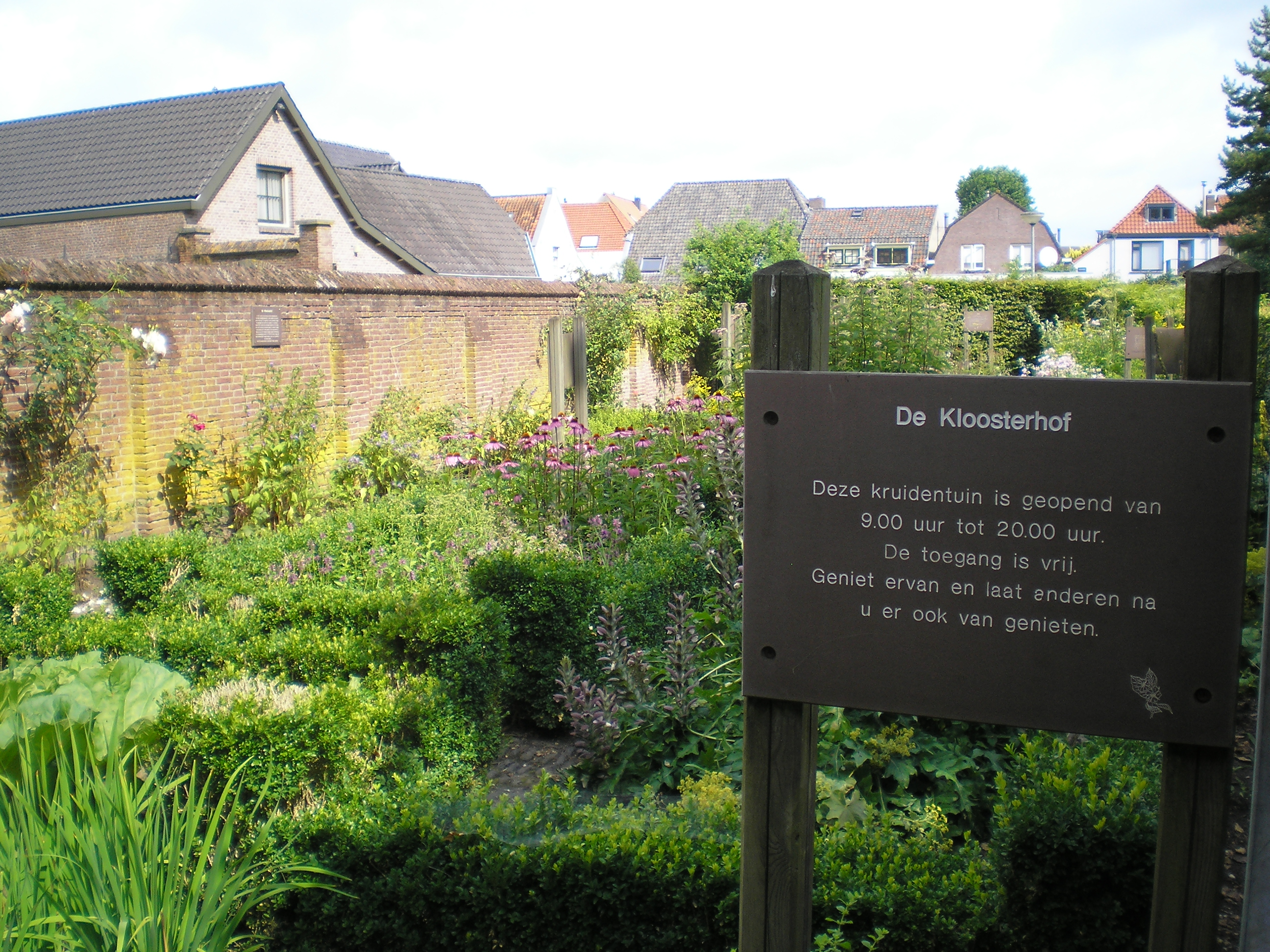
Kruidentuin "De Kloosterhof" aan de Oliemolen
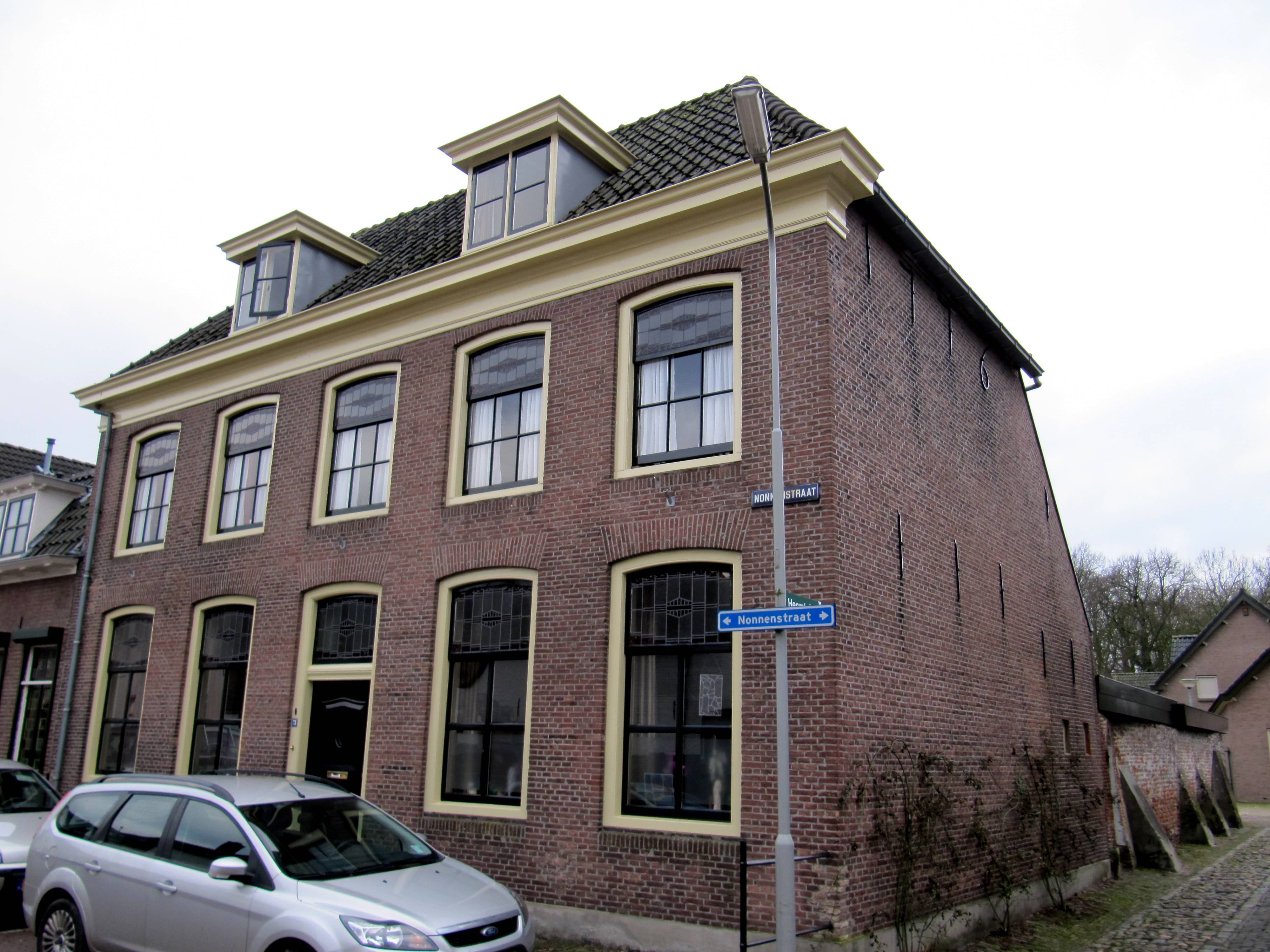
Nonnenstraat 73 hoek Oliemolen
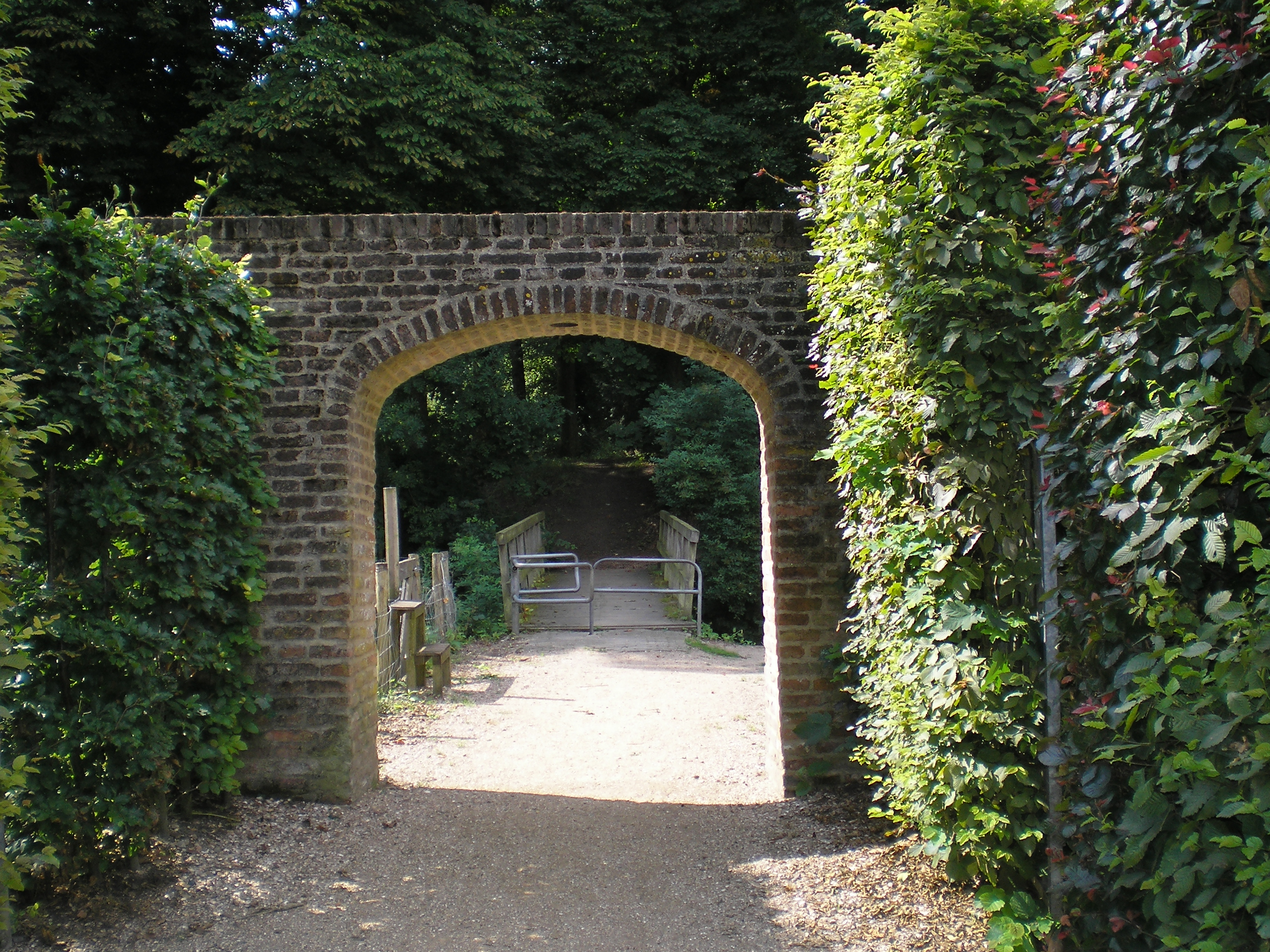
Oliemolen met links de Heemtuin en rechts de Kruidentuin en de oude stadsmuur van Zaltbommel plus poortje naar de Singelwal

Boschstraat ·
De Virieusingel ·
Gamerschestraat ·
Gasthuisstraat ·
Kerkplein ·
Kerkstraat · 
Korte Steigerstraat ·
Korte Strikstraat ·
Lange Steigerstraat · 
Markt ·
Nieuwstraat ·
Nonnenstraat ·
Oliemolen ·
Oliestraat ·
Steenweg ·
Tolstraat · 
Vismarkt · 
Waalkade · 
Waterstraat · 
Zandstraat